# Бойко, Сергей Андреевич
Серге́й Андре́евич Бо́йко (род. 15 июля 1983, Владивосток) — российский общественный и политический деятель. Сооснователь «Общества защиты интернета». Депутат совета депутатов города Новосибирска VII созыва. Ведущий программы «Бойко о главном» на канале «Популярная политика».

## Биография
Родился 15 июля 1983 года во Владивостоке. В 1998 году по результатам школьных олимпиад поступил в СУНЦ НГУ. В 2005 году окончил факультет информационных технологий Новосибирского государственного университета. До 2015 года работал в телекоммуникационной компании «Авантел», на момент ухода являлся генеральным директором. С 2015 года активно занимается общественной и политической деятельностью на разных уровнях.
В конце 2015 года совместно с политиком Леонидом Волковым основал «Общество защиты интернета», призванное сделать интернет в России более свободным, защитить от цензуры, избыточного регулирования и давления со стороны властей.
Возглавил новосибирский штаб Алексея Навального, открывшийся в феврале 2017 года. В качестве волонтёров были зарегистрированы более 400 человек.
12 сентября 2019 года в квартире Бойко был проведён обыск в рамках уголовного дела о легализации денежных средств (ч. 4 ст. 174 УК РФ), возбуждённого против ФБК. Одновременно обыски по этому делу проводились в помещении новосибирского штаба Алексея Навального, а также более чем в 200 других штабах и квартирах их сотрудников в 41 городе России. Чуть позже Сергей опубликовал видео, на котором показал, как непосредственно перед обыском он запускает из окна квартиры квадрокоптер с жёсткими дисками. В связи с этим, на следующий день обыск в повторился и квадрокоптер был изъят. Те же действия были произведены в квартире его брата Вадима.
13 сентября 2020 года избран депутатом Совета депутатов Новосибирска VII созыва от одномандатного округа № 49.
14 февраля 2023 года объявлен в розыск на территории России.
31 марта 2023 года Министерство юстиции России внесло Бойко в список «иностранных агентов».

### Выборы в Заксобрание Новосибирской области (2015, 2017)
В 2015 году Сергей Бойко участвовал в праймериз «Демократической коалиции» на выборах в заксобрание НСО и стал третьим в списке «Парнаса» после главы областного отделения партии — Егора Савина и художника Артёма Лоскутова. Облизбирком отказал в регистрации всем трём кандидатам, 7 августа решение было подтверждено окончательно. В знак протеста Бойко вместе с Егором Савиным и Леонидом Волковым, который был главой избирательного штаба Демкоалиции, объявили голодовку и отказались покидать кабинет председателя облизбиркома. Все трое были задержаны и получили штрафы от 500 до 1000 рублей. На третий день голодовки к ним присоединились трое сотрудников штаба, отвечавшие за сбор подписей в поддержку кандидатов. На 12-й день голодовки Сергей со стенокардией попал в реанимацию. В 2017 году снова выдвигался уже на довыборы в заксобрание, по округу № 21 в Заельцовском районе Новосибирска.

### Выборы в Государственную думу VII созыва (2016)
На выборах в Государственную думу VII созыва выдвигался от партии «Яблоко» в 135-м Новосибирском одномандатном избирательном округе.
18 сентября Бойко с 3,28% голосов проиграл выборы своему главному сопернику — Андрею Каличенко, который набрал 36,33%.

### Протестные акции
Бойко был одним из организаторов митинга в Новосибирске 19 марта 2017 года против повышения тарифов ЖКХ. Выступить на митинге приехал и Алексей Навальный. Изменения должны были вступить в силу с 1 июля 2017 года и привести к росту цен на коммунальные услуги в среднем на 15 %. 22 апреля, накануне следующего готовящегося митинга, соответствующее постановление губернатора было отменено.
Выступил одним из организаторов митинга 26 марта 2017 года в сквере перед театром «Глобус». В митинге приняло участие от 1500 до 2000 человек.
В октябре 2017 года Бойко получил четверо суток ареста за проведение несогласованного митинга 7 октября в Первомайском сквере.
21 мая 2018 года Сергей Бойко был задержан в Москве и приговорён к 30 суткам административного ареста за твит с призывом выходить на акцию «Он нам не царь» в Москве 5 мая 2018 года.
Организовывал новосибирскую акцию 9 сентября 2018 года против пенсионной реформы, которая не была согласована. Был задержан во время шествия. После задержания, протестующие направились к отделу ОВД, куда Бойко был предположительно доставлен. Впоследствии получил 30 суток административного ареста.
22 января 2021 года Бойко был задержан за призыв выйти на шествие 23 января 2021 года в поддержку Алексея Навального, и впоследствии признан виновным в совершении административного правонарушения, предусмотренного частью 8 статьи 20.2 Кодекса РФ об административных правонарушениях («Повторное участие в несанкционированном собрании, митинге, демонстрации, шествии или пикетировании»), и подвергнут наказанию в виде административного ареста на срок 28 суток.

### Выборы мэра Новосибирска (2019)
О своём намерении участвовать в выборах мэра Новосибирска Сергей Бойко заявил в сентябре 2018 года, значительно раньше остальных кандидатов. 21 мая 2019 года был открыт предвыборный штаб, так же первый среди кандидатов. Волонтёрами было собрано 6613 подписей жителей города из максимально возможных для сдачи в горизбирком 6474 (0,5 % избирателей + 10 %). 17 июля было сдано 6470 подписей, а 26 июля Бойко был официально зарегистрирован в качестве кандидата на выборах мэра. Он стал единственным зарегистрированным кандидатом-самовыдвиженцем.
По данным «Института политики и технологий», за месяц до выборов за Бойко готовы были проголосовать 9 % избирателей (второе место). Штаб Бойко заявлял о поддержке своего кандидата в 9,1 %, однако отметил, что 39,6 % отказались отвечать за кого собираются голосовать. Был поддержан Алексеем Навальным в рамках проекта «Умное голосование».
Занял второе место на выборах, набрав 45 тысяч голосов (18,56 %).

### Выборы депутатовСовета депутатов города Новосибирска(2020)
В феврале 2020 года Бойко стал одним из основателей коалиции кандидатов в депутаты Совета депутатов Новосибирска «Новосибирск 2020». Выдвинулся от одномандатного округа № 49, расположенного в Центральном районе города. 13 августа 2020 года Центральный районный суд оштрафовал Бойко на 20 тысяч рублей за установку агитационных кубов, которые суд посчитал несогласованными пикетами. По итогу выборов избран депутатом от одномандатного округа № 49, обойдя своего основного конкурента Рената Сулейманова на 212 голосов.

### Отъезд из России
Осенью 2021 года Бойко был вынужден уехать за границу из-за преследований сторонников Навального. В своём аккаунте в Twitter он написал, что по его информации, на него готовилось уголовное дело, аналогичное делу Лилии Чанышевой.